# Psygmatocerus pubescens
Psygmatocerus pubescens là một loài bọ cánh cứng trong họ Cerambycidae.